# Deauville Pro-Am 2012
De Deauville Pro-Am van 2012 was het eerste toernooi van het seizoen dat meetelt voor de Order of Merit van PGA Holland. Het werd van 8-10 mei gespeeld. Het totale prijzengeld is € 33.000, de winnaar krijgt € 7.500. 

## De formule
Er werd drie dagen lang door 36 teams gespeeld op drie verschillende banen: Golf Barrière de Deauville, Golf d' Houlgate en Golf Barrière de Saint-Julien. Er werd in teamverband gespeeld, terwijl ook de professionals voor hun eigen score speelden. Het totale prijzengeld was hoger dan in 2011. De winnaar kon zick kwalificeren voor de Telenet Trophy of het KLM Open.
Bij de Pro-Am werd gespeeld om de beste twee van de drie scores. Voor de Pro-Am was een teamdagprijs en een teamprijs na drie dagen.
De Pro-Am werd gewonnen door Sébastien Delagrange, die na drie dagen een score van -8 had. Beste Nederlander was Ramon Schilperoord. 
| Naam                 | Score | R1  | Score | R2 | Score | R3 | Totaal | Totaal | Eindstand |
| -------------------- | ----- | --- | ----- | -- | ----- | -- | ------ | ------ | --------- |
| Sébastien Delagrange | 70    | -2  | 66    | -5 | 70    | -1 | 206    | -8     | 1         |
| Ramon Schilperoord   | 72    | par | 65    | -6 | 72    | +1 | 209    | -5     | 4         |

Verklaring van de kleuren:
| St Julien (par 72) |  | Deauville (par 71) |  | Houlgate (par 71) |  | Leider |  | Toernooirecord |

## PGA Benelux Trophy
Het tweede toernooi van PGA Benelux is de PGA Benelux Trophy. Deze wordt eind juli gespeeld op Houthalen.